# Lista de Wildstein
La Lista de Wildstein es una lista que contiene los nombres de unas 162.617 (originalmente se pensaba que contenía 240.000) personas que se cree que han trabajado para la policía secreta del Partido Obrero Unificado Polaco (servicio secreto de inteligencia de la era socialista), o que el servicio consideró reclutar (con o sin su conocimiento), o que estaban siendo investigados por SB. Lleva el nombre del reportero que supuestamente copió en secreto la lista de los archivos nacionales, Bronisław Wildstein. La lista finalmente llegó a Internet. Al menos un funcionario polaco lo ha confirmado. (Marek Dukaczewski en el programa de Monika Olejnik) que se cree que contiene los nombres de algunos agentes actuales que trabajan en el extranjero.

## Contenido y filtración
La lista contiene nombres de archivos de la antigua policía política (comunista) polaca, inteligencia militar y otras agencias secretas. Esta lista podría contener extrabajadores de esas agencias y sus agentes secretos (confidentes), pero también hay nombres de personas que la policía secreta quiso convertir en confidentes pero nunca lo logró. No está claro cómo se filtró esta lista del IPN (Instituto de la Memoria Nacional), pero comúnmente se asume que fue Bronisław Wildstein quien copió esa lista en su pendrive y luego la puso a disposición de los periodistas.

## referencias
- Polonia alborotada por la filtración de archivos, The Guardian, 5 de febrero de 2005
- Michael Szporer, Wildstein's Lista: ¿Es hora de una limpieza moral? Archivado el 11 de septiembre de 2007 en Wayback Machine., Polish News, febrero de 2005
- Lista de la policía secreta polaca abre viejas heridas, Deutsche Welle, 8 de febrero de 2005
- Wojciech Kosc, Poland: Wildstein's List, versión digital, 7 de febrero de 2005

- Datos: Q8001518